# Liu
劉 / 刘 (/ljoʊ/ o /ljuː/) es un apellido de Asia oriental. pinyin: Liú en chino mandarín, Lau4 en cantonés. Es el apellido de los emperadores de la dinastía Han. El carácter 劉 significaba originalmente "matar", pero ahora se utiliza sólo como apellido. Aparece en el puesto 252 del texto clásico Cien apellidos de familia. En la actualidad, es el cuarto apellido más común en China continental, así como uno de los apellidos más comunes del mundo.

## Distribución
En 2019 劉 era el cuarto apellido más común en China continental. Además, era el apellido más común en la provincia de Jiangxi. En 2013 resultó ser el quinto apellido más común, compartido por 67 700 000 personas o el 5,1 % de la población, siendo la provincia con más personas Shandong.

## Origen
Una de las fuentes es que descienden del clan Qí (祁) del emperador Yao. Por ejemplo, el emperador fundador de la dinastía Han (una de las épocas doradas de China), Liu Bang (emperador Gaozu de Han) era descendiente del emperador Yao.
Otro origen procede del clan Jī (姬) del rey Qing de Zhou. Por ejemplo, el duque Kang de Liu [zh], hijo menor del rey Qing de Zhou, fundó el Estado de Liu [zh] y sus descendientes adoptaron nombres estatales como apellido.

## Historia
Liu era un topónimo de la antigua China (situado en la actual Henan). El apellido Liu tiene dos orígenes principales a partir de este topónimo.
Kong Jia, decimocuarto rey de la dinastía Xia, recibió un dragón macho y otro hembra como recompensa por su obediencia al dios del cielo; sin embargo, no sabía adiestrarlos, por lo que contrató a un adiestrador de dragones llamado Liu Lei (劉累), que había aprendido a adiestrar dragones de Huanlong. Liu Lei era descendiente del emperador Yao y se ganó la admiración de King Kong Jia por su habilidad en la cría de dragones. Para recompensar a Liu Lei, el rey Confucio Jia le concedió un lugar llamado Liu como feudo. Liu Lei tomó el nombre de su feudo como apellido. Un día, el dragón hembra murió inesperadamente, por lo que Liu Lei la descuartizó en secreto, cocinó su carne y se la sirvió al rey, a quien le gustó tanto que exigió a Liu Lei que volviera a servirle la misma comida. Como Liu Lei no tenía medios para conseguir más carne de dragón, huyó del palacio. Liu Lei fue la primera persona apellidada Liu en la historia china, y su descendiente Liu Bang fundó la dinastía Han.
Durante la dinastía Zhou, el rey Ding de Zhou concedió el feudo de Liu a su hermano menor, Ji Jizi (姬季子). Ji Jizi también adoptó Liu como apellido. Con el tiempo, Liu se convirtió en un estado, y Ji Jizi gobernó el Estado de Liu como Duque Kang de Liu. Después de más de cien años bajo el gobierno de la familia Liu, el Estado de Liu fue destruido por el gobierno central de la dinastía Zhou.
Liu era la familia gobernante de la dinastía Han, uno de los imperios más prósperos e influyentes de la historia china. La dinastía Han fue fundada por Liu Bang. Más tarde, el emperador Liu Che ayudó a expandir aún más la dinastía Han, inaugurando una edad de oro para China.
La dinastía Han tuvo 30 emperadores, todos apellidados Liu; fue una de las dinastías chinas con más emperadores. La dinastía Han duró 400 años, lo que la convierte en uno de los imperios chinos más longevos de la historia. La dinastía Han es la que da nombre al pueblo Han, así como a los caracteres Han / Hanzi / caracteres chinos.
Incluso después de la dinastía Han, varios Liu siguieron ostentando el poder en China, entre ellos Liu Bei (cuyas hazañas se describen en los Registros de los Tres Reinos) y Liu Yuan (Han-Zhao).
A lo largo de la historia, varios pueblos chinos no Han han adoptado el apellido Liu, entre ellos los xiongnu y los pueblos túrquicos.

## Personajes históricos
- Duque Kang de Liu [zh], hijo del rey Qing de Zhou y fundador del Estado de Liu [zh].
- Liu Bang, fundador de la dinastía Han como emperador Gaozu de Han
- Liu Jiao (rey de Chu), hermano menor de Liu Bang y famoso erudito
- Liu Ying, segundo emperador de la dinastía Han
- Liu Heng, Quinto Emperador de la dinastía Han
- Liu Qi, sexto emperador de la dinastía Han
- Liu Che, séptimo emperador de la dinastía Han, conocido por la expansión de la dinastía Han en toda su extensión y por un largo reinado de 54 años
- Liu An (rey de Huainan), consejero de su sobrino, el emperador Wu de Han. Más conocido por editar el compendio Huainanzi (139 a. C.) de enseñanzas taoístas, confucianistas y legalistas.
- Liu Sheng (rey de Zhongshan), antepasado directo de los emperadores Shu Han, tuvo más de 120 hijos.
- Liu Xiang, funcionario del gobierno, erudito y autor que vivió durante la dinastía Han
- Liu Fuling, emperador de la dinastía Han
- Liu He, emperador de la dinastía Han
- Liu Xun, emperador de la dinastía Han
- Liu Shi, emperador de la dinastía Han
- Liu Ao, emperador de la dinastía Han
- Liu Xin, emperador de la dinastía Han
- Liu Kan, emperador de la dinastía Han
- Liu Xin, astrónomo, historiador y editor durante la dinastía Han
- Liu Xuan, emperador Gengshi de la dinastía Han
- Liu Yan (dinastía Xin), general y hermano mayor de Liu Xiu
- Liu Xiu, restaurador de la dinastía Han y emperador fundador de la dinastía Han Oriental
- Liu Dai, político durante la dinastía Han Oriental
- Liu Du (caudillo), caudillo y político durante la dinastía Han Oriental
- Liu Yan (caudillo de la dinastía Han), político y caudillo durante la dinastía Han Oriental
- Liu Biao, caudillo de finales de la dinastía Han Oriental
- Liu Zhuang, emperador de la dinastía Han
- Liu Da, emperador de la dinastía Han
- Liu Zhao, emperador de la dinastía Han
- Liu Hu, emperador de la dinastía Han
- Liu Bao, emperador de la dinastía Han
- Liu Zhi, emperador de la dinastía Han
- Liu Hong, emperador de la dinastía Han
- Liu Xie, último emperador de la dinastía Han
- Liu Bei (161-223), emperador fundador de Shu Han
- Liu Shan (207-271), segundo emperador de Shu Han
- Liu Hong, astrónomo y matemático de la dinastía Han
- Liu Hui, matemático de los Tres Reinos
- Liu Yan (Shu Han), general durante el Periodo de los Tres Reinos
- Liu Ji (Tres Reinos), funcionario de Wu Oriental
- Liu Kun, general, poeta y músico de Jin Occidental
- Liu Yuan, primer emperador de Han-Zhao
- Liu He, Segundo emperador de Han-Zhao
- Liu Cong, Tercer emperador de Han-Zhao
- Liu Can, cuarto emperador de Han-Zhao
- Liu Yao, Quinto emperador de Han-Zhao
- Emperatriz Liu E, Emperatriz de Han-Zhao
- Liu Yu, fundador de Liu Song como emperador Wu de Liu Song
- Liu Yilong, Emperador Wen de Liu Song
- Emperatriz Liu, Emperatriz de Song del Norte
- Liu Sanjie, cantante de música folclórica durante la dinastía Song del Sur
- Liu Zhiyuan, emperador fundador de Han Posterior
- Liu Chong, emperador fundador de Han del Norte
- Liu Yan, emperador fundador de Han del Sur
- Liu Rengui, canciller y general de la dinastía Tang
- Liu Xiangdao, canciller de la dinastía Tang
- Liu Ji (general), general de la dinastía Tang
- Liu Ji (canciller Tang), canciller de la dinastía Tang
- Liu Yan (dinastía Tang), economista y político chino de la dinastía Tang
- Liu Zhan, canciller y funcionario de la dinastía Tang
- Liu Chongwang, canciller de la dinastía Tang
- Liu Changqing, célebre poeta y político
- Liu Yuxi, famoso poeta y estadista
- Liu Kezhuang, famoso poeta de la canción sureña
- Liu Xu, canciller de Tang y Jin tardíos
- Liu Bingzhong, canciller de la dinastía Yuan
- Liu Bowen, famoso poeta, estadista, estratega y pensador
- Liu Tongxun, político de la dinastía Qing
- Liu Yong, político y calígrafo de la dinastía Qing
- Liu Mingchuan, Primer Gobernador de Taiwán
- Liu Ji (político), (1887-1967), alcalde de Pekín durante la XI República
- Liu Shaoqi, 2.º Presidente de la República Popular China
- Liu Bocheng, comandante militar chino en las guerras del siglo XX y uno de los mariscales del Ejército Popular de Liberación.
- Liu Cixin, escritora de ciencia ficción, entre sus obras figuran la serie El problema de los tres cuerpos y La Tierra Errante.
- Liu Liu, desarrollador chino de Accela, especializado en opciones estándar.